# Kilidj Arslan IV
Rukn al-Duniya wa l-Din Al-Sultan al-Azim Kilidj Arslan IV ibn Kay Khusraw o Kılıç Arslan IV (l'Espasa Lleó) fou un sultà seljúcida de Rum o Konya. Va néixer el 1236/1237 i la seva mare era turca. Fou el segon fill de Kaykhusraw II.

## Biografia
En 1241 els mongols dirigits pel general Baidju van envair Anatòlia; Erzurum fou conquerida. Kaykhusraw II va reunir un exèrcit amb mercenaris romans d'Orient, armenis i francs i el 26 de juny de 1243 va lliurar la batalla de Köse Dağ en què fou derrotat. Els seljúcides de Rum van quedar sotmesos als mongols.

### El regne dels visirs (1246-1248)
Al morir el 1246, Kaykhusraw II va deixar tres fills de mares diferents; tots tres eren menors d'edat i sota tutela de visir i del governador hulàgida (Ilkhànida)
- Izz al-Din Kaykaus, era el germà gran i tenia uns 13 anys; la seva mare era grega i filla d'un sacerdot. El visir Shams al-Din al-Isfahani va agafar el seu partit però va dubtar en allunyar als altres dos germans, ja que aquesta decisió corresponia al governador mongol. Shams al-Din al-Isfahani es va casar amb la reina vídua i mare del seu pupil[4]
- Rukn al-Din Kilidj Arslan (Kılıç Arslân IV) aspirant a la successió.
- Ala al-Din Kaykubadh nascut vers 1239/1240. Fill de la tercera esposa (però favorita de Kaykhusraw II), Gürcü Hatun (Tamara), filla de la reina de Geòrgia Rusudan I i neta del sultà seljúcida Toghrul II. El pare de Tamara s'havia convertit al cristianisme ortodox, i ella, al contrari, es va convertir a l'islam pel seu matrimoni i va agafar el nom de Gürcü Hatun (o Ghurji Khatun) el 1237; aquest matrimoni assegurava la pau entre Geòrgia i els seljúcides de Rum. CKaykubad fou designat per Khaykhusraw com a successor.[5]

Shams al-Din al-Isfahani no va poder impedir a Rukn al-Din Kılıç Arslân d'anar a trobar al Gran Khan en ocasió de l'assemblea que va proclamar com a tal a Güyük. Per assegurar el poder, el visir va fer matar un cert nombre de rivals. Rukn al-Din Kılıç Arslân va obtenir del Gran Khan la partició del sultanat en dues parts: l'Oest per a Kaykaus amb capital a Konya i l'est per a ell mateix amb capital a Sivas. La frontera entre els dos seria el riu Kızılırmak. Quan Kılıç Arslân va tornar a Anatòlia amb el seu títol de sultà es va saber la mort de Güyük i el nomenament del seu successor Möngke i els amirs van decidir que millor que els tres germans regnessin junts. Kılıç Arslân fou enviat a la cort mongola per fer-li acceptar aquesta solució. Es van formar dos partits, un dirigit pel mateix Kılıç Arslân que no volia canviar res i un altre dirigit per Izz al-Din Kaykaus que pretenia oposar-se a la decisió dels mongols i resistir a l'oest amb les tribus turcmanes i l'aliança romana d'Orient.

### El triumvirat (1248/49-1257)
El 1248 Kilidj Arslan IV va anar a trobar el seu germà, el gran kan Güyük i va aconseguir el repartiment del sultanat en dues parts; l'oest per Kaykaus amb capital a Konya i l'est per ell mateix amb capital a Sivas, sent la frontera el riu Kızılırmak. Però quan Kilidj Arslan va tornar a Anatòlia es va saber la mort de Güyük i el nomenament del seu successor Möngke i els amirs, inquiets van establir que els tres prínceps governarien junts (1249). Shams al-Din al-Isfahani, visir de Kaykhusraw, assolia el poder sobre el triumvirat amb l'aprovació dels mongols, i exerceria el poder efectiu. Kaykaus II va governar la meitat occidental del sultanat, Rukn al-Din Kilidj Arslan l'oriental i Kaykubad II la sud-oriental o Malatya. El mateix 1249 Shams al-Din al Isfahani fou arrestat i executat pels seus excessos i el nou visir Djalal ad-Din Karatay (en turc : Celaddin Karatay) va mantenir aquesta mena de govern conjunt, que va funcionar fins que els dos prínceps més grans van arribar a la majoria; llavors els conflictes van esclatar. Kaikaus II tenia el suport dels grecs de Nicea i Kilidj Arslan dels mongols i a més tenia al seu servei al pervaneh Muin al-Din Sulayman, una mena de primer ministre, que s'havia casat amb la princesa Tamara; Karatay va aconseguir mantenir la unitat fins a la seva mort el 1254, però després Rukn al-Din es va revoltar obertament a Kayseri; fou derrotat i fet presoner a Amasya (1254 o 1255). Del 1249 fins al 1257 les monedes mostren el nom dels tres prínceps excepte les que es van encunyar vers 1254 per Kilidj Arslan que només porten el seu nom. del govern en nom dels tres prínceps, el que li donava el poder efectiu.
Kaykaus II, que acabava de resultar vencedor en el conflicte amb el seu germà Kilidj Arslan IV pel govern del Soldanat de Rum, es va negar a donar suport a Möngke en la conquesta del Califat Abbàssida i l'octubre del 1256 el seu general Baidju el derrotà juntament amb els cristians de l'exiliat Miquel Paleòleg a la batalla d'Aksaray i es va refugiar a Nicea, mentre Kilidj Arslan IV fou proclamat a Kayseri i tota l'Anatòlia esdevingué oficialment sota el govern de Möngke.
Möngke va convocar a la seva cort a Kaykaus que no tenia cap ganes d'anar-hi i va enviar al seu lloc al seu germà petit Kaykubad carregat de valuosos regals pel gran kan. En el camí, a Erzurum, Kaykubad fou assassinat. Möngke va ordenar fer una investigació que no en va treure aigua clara. Llavors els mongols van dividir el regne en dos dos. L'est de l'Anatòlia amb capital a Sivas, per a Kılıç Arslan. L'oest, amb capital a Konya per Kaykaus II (a la frontera grega; la seva mare era grega). Aquesta partició fou satisfactoria. L'hàbil i intrigant visir de Kılıç Arslan, Muin al-Din Sulayman, que tenia el suport dels mongols, va tenir el poder efectiu.
El juliol de 1261 Miquel VIII Paleòleg de Nicea, després d'entrar a Constantinoble, va esdevenir el nou emperador romà d'Orient. Molest per les maniobres de Muin al-Din Sulayman, Kaykaus va oferir la seva ajuda a Miquel Paleòleg en la lluita contra els mongols. El plan fou avortat i Kaykaus fou deposat, empresonat i més tard exiliat a l'Imperi Romà d'Orient.

### El regnat (1261-1265)
Kılıç Arslan així va restar sol al tron seljúcida i el seu visir Muin al-Din Sulayman va agafar el títol de Pervaneh » (ordre). El 1265, el pervaneh es va constituir un petit principat personal al conquerir Sinope. Kılıç Arslan fou assassinat en un banquet segurament a instigació del pervaneh. El visir va estar a punt de posar al seu propi fill de tres anys al tron dels sultans però finalment va optar per casar-se amb la vídua de Kılıç Arslan per poder exercir la regència en nom de Kaykhusraw III, de sis anys, fill i hereu de Kılıç Arslan.